# Buddleja stenostachya
Buddleja stenostachya là một loài thực vật có hoa trong họ Huyền sâm. Loài này được Rehder & E.H.Wilson mô tả khoa học đầu tiên năm 1913.